# SAN Jodel D.140 Mousquetaire
El SAN Jodel D.140 Mousquetaire (es:Mosquetero) es un monoplano ligero francés de cinco asientos basado en el Jodel D.117 previo y construido por Société Aeronautique Normande (SAN) en Bernay.

## Desarrollo
SAN había estado produciendo el Jodel D.117 previo bajo licencia del que luego desarrollaron el D.140 de 4-5 asientos. El prototipo D.140 registro F-BIZE efectuó el primer vuelo el 4 de julio de 1958. Las primeras versiones tenían una cola y compensador de timón triangular bajo.
La versión final se trató de una variante de arrastre de planeadores llamada D.140R Abeille. Tanto el D.140E como el D.140R fueron pedidos por la Fuerza Aérea de Francia. De los 243 aviones fabricados más de 20 fueron construidos desde los planos. El tipo fue operado por aeroclubs y pilotos privados y continuaban operando en 2014.
Los planos permanecieron disponibles hasta 2015.

## Variantes

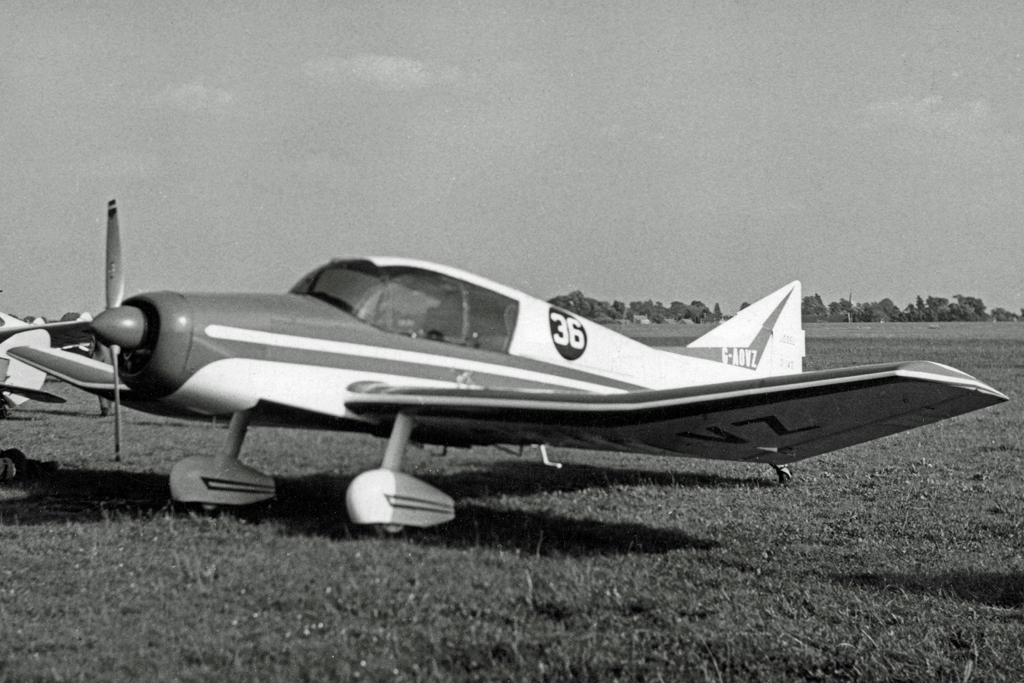
Uno de los primeros Jodel D.140 con el perfil de timón triangular bajo en el aeródromo de Cranfield en 1960.

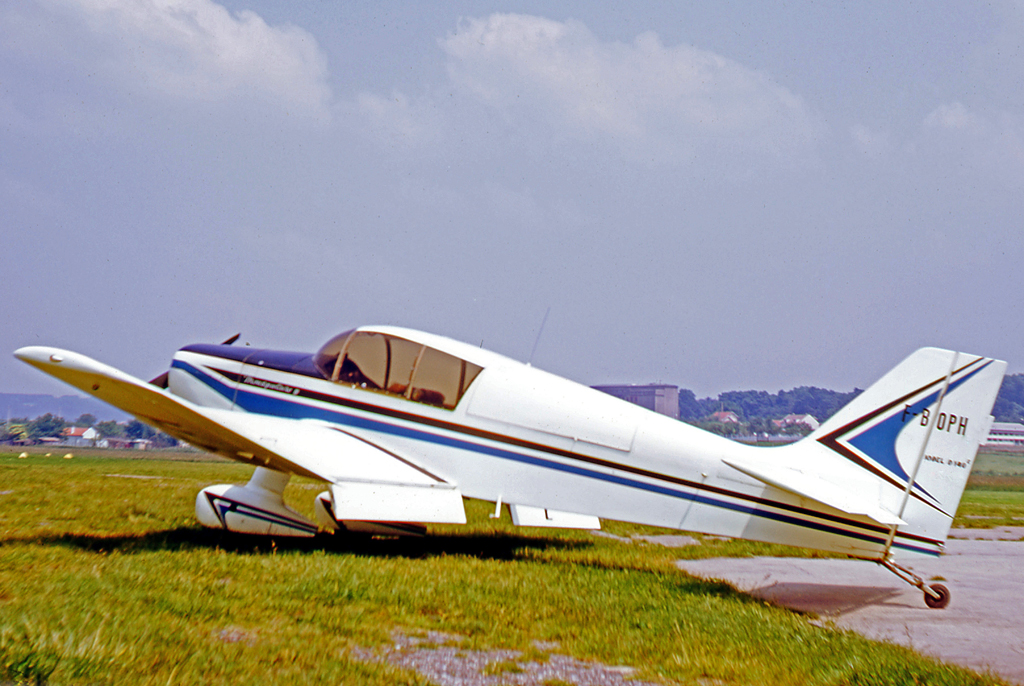
Jodel D.140E mostrando el timón alargado en el aeródromo de St Cyr l'Ecole cerca de París en 1969

D.140 Mousquetaire
Prototipo con un motor Lycoming O-360 de 180 cv, uno construido.
D.140A Mousquetaire
Variante construida con ventilación de cabina, 45 construidos.
D.140B Mousquetaire II
Variante mejorada con mejores frenos, una calefacción de motor y mejor ventilación, 56 construidos.
D.140C Mousquetaire III
A D.140B con una cola alargada, 70 construidos.
D.140E Mousquetaire IV
A D.140C con una cola más alargada, alerones modificados y un timón de profundidad totalmente móvil, 43 construidos.
D.140R Abeille
Variante de arrastre de planeadores con un fuselaje posterior recortado, nueva cabina de mayor visibilidad, 28 construidos volando el primero en 1965.

## Operadores
Francia
- Fuerza Aérea de Francia

## Especificaciones (D.140)
- Tripulación= 1 piloto
- Capacidad=4 pasajeros
- Longitud=7,92 metros
- Envergadura=10,27 metros
- Altura=2,13 metros
- Superficie alar=18,5 m2
- Peso en vacío=660 kg
- Peso máximo al despegue=1200 kg
- Número de motores=1
- Motor=Lycoming O-360
- Potencia de motor=180 cv
- Velocidad máxima =290 km/h